# Frank Haun (Manager)
Frank Haun (* 18. Januar 1959 in Marburg, Hessen) ist ein deutscher Manager.

## Leben
Frank Haun studierte Maschinenbau an der Technischen Universität Darmstadt und schloss sein Studium 1986 als Diplom-Ingenieur ab. 
Seine berufliche Karriere begann Haun im Anschluss als Projektingenieur für Sonderprüfstände bei der Carl Schenck AG in Darmstadt. Bis zu seiner Ernennung zum Mitglied des Vorstands im Jahre 1999 war er in verschiedenen Führungspositionen tätig, unter anderem als Director Division Powertrain, Geschäftsführer Schenck Italy (Mailand, Italien), Direktor Vertrieb & Marketing, President Schenk Pegasus Corporation (Troy/Michigan, USA), Vorsitzender der Geschäftsführung der Schenck Pegasus GmbH (Darmstadt/Püttlingen, Deutschland). 2000 wurde Frank Haun zum Vorsitzenden des Vorstands der Carl Schenck AG und 2001 zudem in den Vorstand der Dürr AG (Zuffenhausen, Deutschland) berufen.
Im Jahr 2003 kam Haun als Geschäftsführer zum Rüstungsunternehmen Krauss-Maffei Wegmann, 2006 wurde er Vorsitzender der Geschäftsführung und ab 2012 Sprecher der Wegmann Unternehmens-Holding GmbH & Co. KG. 
2015 wurde er in den Vorstand (Co-CEO) von KNDS (KMW+Nexter Defense Systems N.V.) bestellt. Seit 15. Dezember 2020 ist Frank Haun alleiniger Chief Executive Officer (CEO) von KNDS.

## Initiator der europäischen Rüstungskonsolidierung
Frank Haun gilt als Initiator einer europäischen Konsolidierung in der Rüstungsindustrie. Das Projekt KANT (Akronym aus Krauss-Maffei Wegmann And Nexter Together) bezeichnet das von KMW und dem französischen Rüstungsbetrieb Nexter Systems betriebene europäische Fusionsprojekt in der Landsystemindustrie „Unser Zusammenschluss verfolgt das Ziel, über eine Bündelung der Kräfte auf der Industrieseite auch zur Konsolidierung der Nachfrage beizutragen“, sagte Haun der Frankfurter Allgemeinen Zeitung. Der Zusammenschluss soll Doppelarbeit bei Forschung und Entwicklung vermeiden, Einkauf und Vermarktung bündeln und so letztlich die Kosten senken – zudem gilt er als „Generalprobe für die Grundsatzfrage, ob Zusammenschlüsse in Europas Rüstungsindustrie noch möglich sind“ Planung und Aufbau des europäischen Panzerbauers laufen bereits seit mehr als drei Jahren – die konkreten Pläne von KMW und Nexter wurden hingegen erst 2014 öffentlich. Hauns Ziel ist es, auf mittlere Sicht weitere Partner – zum Beispiel aus Großbritannien oder Italien – in den deutsch-französischen Verbund mit aufzunehmen. Konkrete Namen weiterer Kandidaten nennt er bis dato nicht. Kritiker befürchten durch den Zusammenschluss einen Verlust von Arbeitsplätzen und Schlüsseltechnologien sowie eine Aufweichung der strengen deutschen Rüstungsexportregeln. Am 10. Juni 2016 gaben KMW und Nexter bekannt, dass die künftige Holding den Namen KNDS (KMW and Nexter Defense Systems) tragen werde.

## Mitgliedschaften
Frank Haun ist Mitglied des Beirats der Commerzbank AG (Frankfurt, Deutschland) und des Fachmagazins European Security & Technology (Bonn, Deutschland). Seit 2010 engagiert sich Frank Haun als Mitglied im Advisory Board der Münchner Sicherheitskonferenz. Als Mitglied des Board of Directors des Atlantic Council engagiert sich Frank Haun zudem für die Förderung der transatlantischen Zusammenarbeit und der internationalen Sicherheit.

## Persönliches
Frank Haun ist verheiratet und hat zwei erwachsene Söhne.